# Cesare Guerrieri Gonzaga
Cesare Guerrieri Gonzaga (ur. 2 marca 1749 w Mantui, zm. 5 lutego 1832 w Rzymie) – włoski kardynał.

## Życiorys
Urodził się 2 marca 1749 roku w Mantui, jako syn Guerrieriego i Lucii Valenti Gonzagów. Studiował w rzymskim Collegio Nazareno, a następnie został referendarzem Najwyższego Trybunału Sygnatury Apostolskiej i prałatem Jego Świątobliwości. Wkrótce potem wyjechał z Rzymu i osiadł w rodzinnej Mantui, a następnie we Florencji i Orvieto. Po powrocie do wiecznego miasta został dziekanem kapituły bazyliki watykańskiej. W latach 1816–1819 pełnił funkcję skarbnika generalnego Kamery Apostolskiej. 27 września 1819 roku został kreowany kardynałem diakonem i otrzymał diakonię Sant’Adriano al Foro. W okresie 1826–1827 był Kamerlingiem Kolegium Kardynałów, a od 1829 do śmierci – sekretarzem ds. Memoriałów. Zmarł na udar mózgu 5 lutego 1832 roku w Rzymie.